# Great and Little Leighs
Great and Little Leighs är en civil parish i Chelmsford i Essex i England. Civil parish har 2 709 invånare (2011). Byn nämndes i Domedagsboken (Domesday Book) år 1086, och kallades då Leg(r)a.